# Мирнов Ігор Сергійович
Мирнов Ігор Сергійович (рос. Мирнов Игорь Сергеевич; нар. 19 вересня 1984, Чита, СРСР) — російський хокеїст, нападник. Вихованець московського «Динамо». В даний час є гравцем клубу Ак Барс, що виступає в КХЛ.

## Кар'єра
Ігор Мирнов почав свою професійну кар'єру в 2002 році у складі московського «Динамо». У драфті НХЛ 2003 року був обраний у 2 раунді під 67 номером клубом «Чикаго Блекгокс».
У сезоні 2004/2005 Ігор став чемпіоном Росії, а через рік разом з командою став володарем Кубка європейських чемпіонів. У сезоні 2006/2007 років Мірнов набрав рекордні для себе 45 очок (21 + 24) у 49 матчах. Проте, в середині наступного сезону, будучи капітаном «Динамо», Ігор покинув клуб і перейшов до магнітогорського «Металургу», з яким двічі став бронзовим призером російських першостей, а також знову став володарем Кубка європейських чемпіонів.
Перед початком сезону 2008/2009 Мірнов підписав дворічний контракт з митищінським «Атлантом». Тим не менш, в середині того сезону Ігор перейшов до складу ХК МВД. Однак, провівши за ХК МВД лише 10 матчів, Мірнов покинув клуб з Балашихи і продовжив кар'єру в складі новосибірського «Сибіру», де знову став грати на високому рівні. Після закінчення сезону продовжив свій контракт з «Сибіром» ще на 2 роки.
У складі новосибірського клубу в сезоні 2010/2011 років Ігор провів 57 матчів, в яких набрав 43 очки (16 + 27), ставши найкращим бомбардиром команди. Але 26 травня 2011 року було оголошено про те, що нападник виставлений клубом на трансфер через нові принципи комплектування хокейної команди, після чого він вирішив укласти угоду з уфімським клубом «Салават Юлаєв».
З сезону 2014/2015 виступає за казанський Ак Барс.

## Кар'єра (збірна)
У складі збірної Росії Ігор Мірнов виступав на Єврохокейтурі в сезонах 2005/2006 та 2006/2007 років, які проходили в Празі та Стокгольмі.

## Досягнення
- Чемпіон Росії 2005 року у складі «Динамо» (Москва).
- Бронзовий призер чемпіонату Росії 2008 року у складі «Металург» (Магнітогорськ).
- Бронзовий призер відкритого чемпіонату Росії 2009 року у складі «Металург» (Магнітогорськ).
- Володар Кубка європейських чемпіонів: 2006 та 2008 років.
- Фіналіст Ліги чемпіонів 2009 року.